# Oryctochlus placidus
Oryctochlus placidus är en tvåvingeart som beskrevs av Kalugina 1993. Oryctochlus placidus ingår i släktet Oryctochlus och familjen fjädermyggor. Inga underarter finns listade i Catalogue of Life.